# 宮城野運輸区

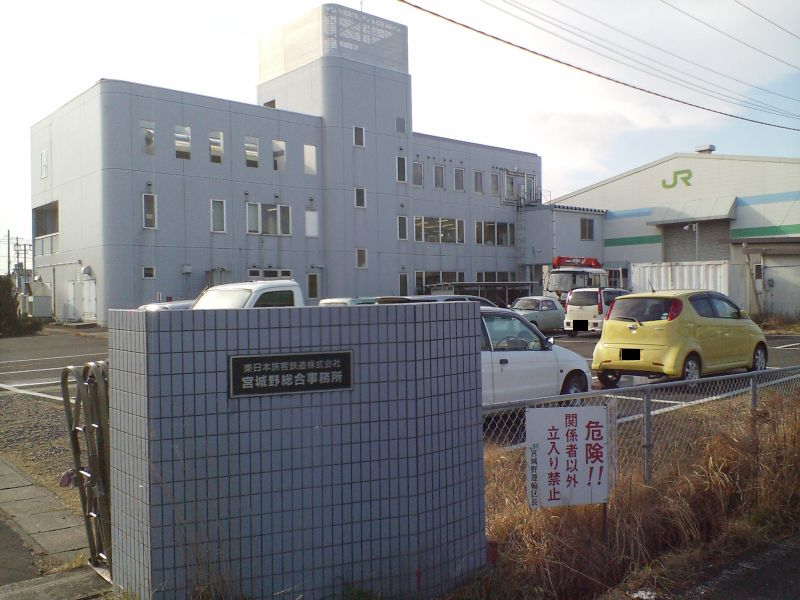
宮城野総合事務所（宮城野運輸区および仙台車両センター宮城野派出が入居）

宮城野運輸区（みやぎのうんゆく）は、宮城県仙台市にかつて存在した東日本旅客鉄道（JR東日本）東北本部の運転士・車掌が所属する組織である。2023年3月17日限りで廃止し、現在は仙台統括センター宮城野乗務業務ユニット。

## 沿革
- 1956年（昭和31年）10月1日 - 仙石線管理所発足
- 1971年（昭和46年）4月1日 - 仙石線管理所廃止に伴い、陸前原ノ町電車区・陸前原ノ町車掌区を設置。
- 1983年（昭和58年）6月15日 - 陸前原ノ町車掌区廃止、仙台車掌区に統合。
- 1987年（昭和62年）4月1日 - 国鉄分割民営化に伴い東日本旅客鉄道に承継。
- 1991年（平成3年）3月15日 - 仙石線地下化工事に伴い陸前原ノ町電車区が移転、宮城野電車区発足。
- 2000年（平成12年）3月20日 - CTCセンター（仙石指令）が東塩釜駅より宮城野総合事務所内へ移転。
- 2003年（平成15年）10月1日 - 仙台車掌区を分割、同区の仙石線担当車掌と宮城野電車区運転部門、CTCセンターを統合し、宮城野運輸区発足[1]。宮城野電車区の検修部門は仙台電車区の管轄下となり宮城野派出所として発足。
- 2023年（令和5年）3月18日 - 仙台統括センター（仙台、岩沼、白石蔵王、多賀城の各駅、仙台運輸区、宮城野運輸区の統合）が発足。当区は廃止。